# Portela del Hombre
La Portela del Hombre[cita requerida] (en gallego: Portela do Home, en portugués: Portela do Homem), es un puerto de montaña de 822 metros de altitud, situado en la frontera España-Portugal, entre los municipios de Lovios (provincia de Orense) y Terras de Bouro (distrito de Braga). Es el paso de la carretera OU-312 para poder cruzar la Sierra de Gerês.